# James Hayter
James Hayter (Lonuvla, India, 23 april 1907 - Villajoyosa, 27 maart 1983) was een Engelse acteur, die sinds halverwege de jaren 30 vele rollen vertolkte. Zo speelde hij ook de rol van Percival Tebbs in Are You Being Served?, hetgeen zijn laatste tv-rol was. Hayter volgde de overleden Arthur Brough op in voornoemde serie.

## Filmografie
- Are You Being Served? televisieserie - Mr. Percival Tebbs (6 afl., 1978)
- The Bawdy Adventures of Tom Jones (1976) - Briggs
- Father Brown televisieserie - Sir Aaron Armstrong (aflevering The Three Tools of Death, 1974)
- The Onedin Line televisieserie - Capt. Webster (11 afl., 1971-1974)
- Hunter's Walk televisieserie - Davenport (aflevering Discretion, 1973)
- Burke and Hare (1972) - Dr. Selby
- Doctor at Large televisieserie - Dr. Neilson (aflevering You've Really Landed Me in It This Time, 1971)
- Satan's Skin (1971) - Squire Middleton
- Not Tonight, Darling (1971) - Mr. Finlay
- The Firechasers (1971) - Inspector Herman
- The Adventures of Don Quick televisieserie - Hendenno (aflevering The Higher the Fewer, 1970)
- The Horror of Frankenstein (1970) - Bailiff
- Song of Norway (1970) - Butler to Berg
- Dr. Finlay's Casebook televisieserie - Robsart (aflevering Comin' Tro' the Rye, 1970)
- Wicked Woman televisieserie - Dr. Macrai (aflevering Florence Maybrick, 1970)
- The Flaxton Boys televisieserie - Nathan (Afl. onbekend, 1969)
- David Copperfield (televisiefilm, 1969) - Porter
- Rogues' Gallery televisieserie - Dr. Howard (aflevering A Bed-Full of Miracles, 1969)
- Scramble (1969) - Rol onbekend (Niet op aftiteling)
- Oliver! (1968) - Mr. Jessop
- Tickertape televisieserie - Rol onbekend (Episode 1.11, 1968)
- Stranger in the House (1967) - Harry Hawkins
- The Avengers televisieserie - Ticket Collector (aflevering A Funny Thing Happened on the Way to the Station, 1967)
- A Challenge for Robin Hood (1967) - Friar Truck
- Out of the Fog (1962) - Daniels
- Go to Blazes (1962) - Pipe Smoker
- Man from Interpol televisieserie - Henry Roper (aflevering Escape Route, 1960)
- The Moonstone televisieserie - Gabriel Betteredge (1959)
- The 39 Steps (1959) - Mr. Memory
- The Captain's Table (1959) - Earnshaw
- The Boy and the Bride (1959) - Tugboat Skipper
- I Was Monty's Double (1958) - Sgt. Adams
- Fair Game televisieserie - Mr. Shaw (aflevering The Carleon Country Club, 1958)
- The Big Money (1958) - Mr. Frith
- The Key (1958) - Locksmith
- Gideon's Day (1958) - Robert Mason
- O.S.S. televisieserie - Jones (aflevering Operation Eel, 1958)
- El Aventurero (1957) - Monty
- The Heart Within (1957) - Grandfather Willard
- The Adventures of Robin Hood televisieserie - Tom the Miller (2 afl., 1956, 1957)
- Huntingtower televisieserie - Dickson McCunn (1957)
- Seven Waves Away (1957) - 'Cookie' Morrow
- It's a Wonderful World (1956) - Bert Fielding
- Port Afrique (1956) - Nino
- Keep It Clean (1956) - Mr. Bouncenboy
- Douglas Fairbanks, Jr. Presents televisieserie - Brannigan (aflevering Welcome My Wife, 1956)
- Touch and Go (1955) - Kimball
- Douglas Fairbanks, Jr. Presents televisieserie - Rol onbekend (aflevering Enchanted Doll, 1955)
- Land of the Pharaohs (1955) - Vashtar's servant
- The Vise televisieserie - Rol onbekend (aflevering The Benevolent Burglar, 1955)
- See How They Run (1955) - Bishop of Lax
- Beau Brummell (1954) - Mortimer
- Douglas Fairbanks, Jr. Presents televisieserie - The Chief (aflevering The Awakening, 1954)
- For Better, for Worse (1954) - The Plumber
- A Day to Remember (1953) - Fred Collins
- Will Any Gentleman...? (1953) - Dr. Smith
- Four Sided Triangle (1953) - Dr. Harvey
- Douglas Fairbanks, Jr. Presents televisieserie - Henry Popple (aflevering A Priceless Pocket, 1953)
- Always a Bride (1953) - Dutton
- The Triangle (1953) - Henry Popple (segment 'Priceless Pocket')
- The Great Game (1953) - Joe Lawson
- The Pickwick Papers (1952) - Samuel Pickwick
- The Crimson Pirate (1952) - Prof. Prudence
- The Story of Robin Hood and His Merrie Men (1952) - Friar Truck
- I'm a Stranger (1952) - Horatio Flowerdew
- Calling Bulldog Drummond (1951) - Bill
- Flesh & Blood (1951) - Sir Douglas Manley
- Tom Brown's Schooldays (1951) - Old Thomas
- Your Witness (1950) - Prouty, Trial Witness
- Trio (1950) - Albert Foreman (segment 'The Verger')
- Waterfront (1950) - Ship's captain
- Night and the City (1950) - Figler, King of the Beggars (Niet op aftiteling)
- Morning Departure (1950) - Able Seaman Higgins
- The Woman with No Name (1950) - Capt. Bradshawe
- Woman Hater (1949) - Mr. Burrell
- The Blue Lagoon (1949) - Doctor Murdoch
- Dear. Mr. Prohack (1949) - Carrell Quire
- Don't Ever Leave Me (1949) - Man with Summons
- All Over the Town (1949) - Baines
- For Them That Trespass (1949) - John Craigie 'Jocko' Glenn
- Passport to Pimlico (1949) - Commissionaire
- Once a Jolly Swagman (1949) - Pa Fox
- The Spider and the Fly (1949) - Mayor
- Bonnie Prince Charlie (1948) - Kingsburgh
- The Fallen Idol (1948) - Perry
- A Song for Tomorrow (1948) - Nicholas Klausmann
- My Brother Jonathan (1948) - Tom Morse (Niet op aftiteling)
- No Room at the Inn (1948) - Councilor Trouncer
- Vice Versa (1948) - Bandmaster
- Silent Dust (1948) - Pringle
- The End of the River (1947) - Chico
- Nicholas Nickleby (1947) - Ned Cheeryble/Charles Cheeryble
- The Mark of Cain (1947) - Dr. White
- The October Man (1947) - Garage man
- The Ghosts of Berkeley Square (1947) - Capt. Dodds (Niet op aftiteling)
- School for Secrets (1946) - Warrant Officer
- Pinwright's Progress televisieserie - J. Pinwright (1946)
- The Laughing Lady (1946) - Ostler, Turk's Head
- Sailors Three (1940) - Hans Muller
- Come on George! (1939) - Barker
- Behind the Schemes (televisiefilm, 1939) - Lord Fosdyke
- A Night at the Hardcastles (televisiefilm, 1939) - Tony Lumpkin
- She Stoops to Conquer (televisiefilm, 1939) - Tony Lumpkin
- Murder in Soho (1939) - Nick Green
- The Moon in the Yellow River (televisiefilm, 1938) - Captain Potts
- Red Peppers (televisiefilm, 1938) - Bert Bentley
- Marigold (1938) - Peter Cloag
- Ad Lib (televisiefilm, 1937) - Rol onbekend
- Big Fella (1937) - Chuck
- Sensation (1936) - Jock

- Biblioteca Nacional de España: XX1618511
- Bibliothèque nationale de France: cb140512325 (data)
- Gemeinsame Normdatei: 1286767105
- International Standard Name Identifier: 0000 0001 1053 2068
- Library of Congress Control Number: no98129015
- Nationale Bibliotheek van Tsjechië: pna2008456707
- Nederlandse Thesaurus van Auteursnamen: 191152064
- Virtual International Authority File: 34659920
- WorldCat: E39PBJwmVpQWJYPvvqpDkHdG73